# Stefan Danerek
Stefan Danerek, född 1971, är en svensk litteratur- och språkvetare samt översättare och introduktör av modern indonesisk litteratur.
Danerek disputerade vid Lunds universitet år 2006 med avhandlingen Tjerita and Novel: Literary Discourse in Post New Order Indonesia. Han har översatt August Strindberg till indonesiska.
År 2022 tilldelades Danerek Svenska Akademiens översättarpris tillsammans med Djordje Zarkovic.